# Springfield Road (Ruta 102 del Metro de Filadelfia)
Springfield Road  es una estación en la Ruta 102 de la línea Verde del Metro de Filadelfia. La estación se encuentra localizada en Springfield Road & Avenida Madison en Clifton Heights, Pensilvania.  La Autoridad de Transporte del Sureste de Pensilvania (por sus siglas en inglés SEPTA) es la encargada por el mantenimiento y administración de la estación.

## Descripción y servicios
La estación Springfield Road cuenta con 2 plataformas laterales y 2 vías.

## Conexiones
La estación es abastecida por las siguientes conexiones: 
- Rutas de autobuses: ninguna